# خواكيم كيلي
خواكيم كيلي (بالإنجليزية: Joachim Kelly)‏ هو لاعب قذف أيرلندي، ولد في 2 ديسمبر 1955 في Lusmagh ‏ في جمهورية أيرلندا.